# Сатбай (Восточно-Казахстанская область)
Сатбай (каз. Сәтбай) — село в Зайсанском районе Восточно-Казахстанской области Казахстана. Село названо в честь Сатпай би, из рода Найман Байжигит. Входит в состав Карабулакского сельского округа. Код КАТО — 634639500.

## Население
В 1999 году население села составляло 73 человека (39 мужчин и 34 женщины). По данным переписи 2009 года, в селе проживало 46 человек (28 мужчин и 18 женщин).